# Lamprophyr

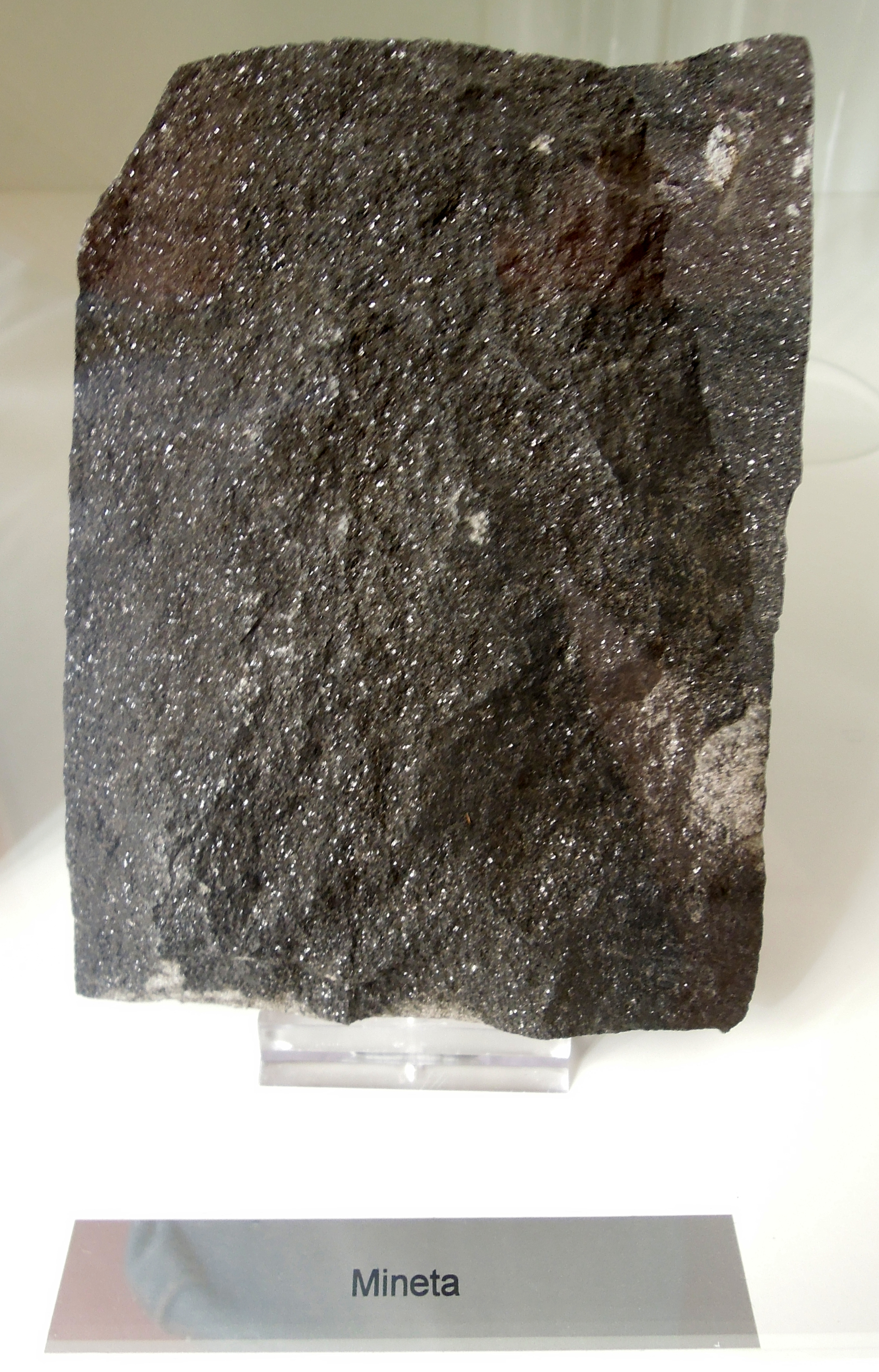
Minette ở Jáchymov.

Lamprophyr (tiếng Hy Lap λαµπρός (lamprós) = "sáng" và φύρω (phýro) = trộn lẫn) là một loại đá mácma siêu kali có thể tích nhỏ và không phổ biến xuất hiện ở dạng đai mạch, thể chậu (lopolith), thể nấm (laccolith), stocks và các thể xâm nhập nhỏ. Đây là các loại đá mafic hoặc siêu mafic kiềm chưa bảo hòa silica, có hàm lượng magiê oxide cao, >3% kali oxide, oxide natri cao, và nickel và crôm cao.
Lamprophyr có mặt trong suốt các Đại địa chất. Các mẫu thuộc thời kỳ Archaean liên quan phổ biến đến các mỏ vàng. Các mẫu thuộc Đại Tân Sinh bao gồm các đá magnesi ở Mexico và Nam Mỹ, và các đá lamprophyr siêu mafic trẻ gặp ở Gympie, Úc với hàm lượng MgO khoảng 18,5% ở áp suất ~250 Ma.